# جولي كاغاوا
جولي كاغاوا (بالإنجليزية: Julie Kagawa)‏ (12 أكتوبر 1982، ساكرامنتو في الولايات المتحدة)؛ كاتِبة، مؤلفة وروائية أمريكية.

## روابط خارجية
- جولي كاغاوا على موقع IMDb (الإنجليزية)